# Idaea ferrilinea
Espèce
Synonymes
- Eois cletima Turner, 1908[1]
- Eois ferrilinea Warren, 1900[1]

Idaea ferrilinea est une espèce de papillons de la famille des Geometridae vivant en Australie.